# Berezów Wyżny
Berezów Wyżny (ukr. Вижній Березів) – wieś na Ukrainie, w obwodzie iwanofrankiwskim, w rejonie kosowskim.
Prywatna wieś szlachecka prawa wołoskiego, położona była w ziemi halickiej województwa ruskiego.